# Le Vaud
Le Vaud est une commune suisse du canton de Vaud, située dans le district de Nyon.

## Toponymie
L'origine pourrait être de l'ancien haut allemand wald (forêt), du latin vallis (vallée), ou du terme régional vuaz (gué).
L'article du nom de la commune, traditionnellement, a la particularité de ne pas être contracté, contrairement à la plupart des villages vaudois ayant un article masculin. Ainsi on dit "la commune du Lieu" ou "la commune du Chenit", mais "la commune de Le Vaud".

## Géographie
Le Vaud a comme voisines les communes de Bassins, Marchissy, Burtigny et Begnins. Perché à flanc de coteau au pied du Jura de 620 à 1 450 mètres d'altitude, avec une vue sur le lac Léman et la chaîne des Alpes. La commune a une particularité territoriale : elle n'a qu'une superficie de 320 ha pour son territoire politique, elle en possède plus de 600 sur les communes de Marchissy et Le Chenit (Vallée de Joux) ; ceux-ci comprennent cinq alpages loués à des agriculteurs du village, ainsi que de la forêt.

## Histoire
Le Vaud, appelé dans les années 1300 « Vaud », tire vraisemblablement son nom de « Wald » qui signifie forêt. Avant cette date, l'ancien village s'appelait « Volotar ».

## Population

### Gentilé
Les habitants de la commune se nomment les Vaulis,.

### Démographie
La commune de Le Vaud a connu des changements très importants ces trente dernières années. D'une population de 160 habitants en 1970, elle passe aujourd'hui à plus de 1 200 âmes. Agricole au départ, elle s'est peu à peu transformée en lieu de résidence pour une population recherchant le calme et le bien être.
Alors même que la population a quadruplé au cours des 25 dernières années, l'intégration sociale des nouveaux habitants est réussie et ce sont plus de quinze sociétés locales et groupements qui réunissent les « Vaulis » dans des activités de loisirs sportives, culturelles ou sociales. L'éclatement des zones à bâtir sur le plan purement urbanistique, qui pourrait être considéré comme erreur, a sans doute favorisé le maintien du centre de village et de ses commerces comme lieu de rencontres des habitants de souches et des nouveaux arrivants géographiquement disséminés sur le territoire.

## Tourisme
Le parc animalier de la Garenne se trouve sur le territoire de la commune. Sa destinée a été reprise en main en 1998 par une fondation pour poursuivre les trente-cinq ans d'engagement de son fondateur Erwin Meier au service de la faune indigène.